# Estanislao Mejía
Estanislao Mejía Castro (* 13. November 1882 in Hueyotlipan, Tlaxcala; † 15. Juni 1967 in Mexiko-Stadt) war ein mexikanischer Komponist und Musikpädagoge.
Mejía gründete die Escuela Nacional de Música (ENM, zu Deutsch: Nationale Musikschule) der Universidad Nacional Autónoma de México (UNAM), deren Direktor er vier Jahre lang war und wurde dann Direktor des Conservatorio Nacional de Música. In dieser Funktion gründete er das Orquestra Sinfónica Nacional, das sich der Aufführung zeitgenössischer mexikanischer Komponisten widmete. Er organisierte mehrere Musikwettbewerbe sowie den Segundo Congreso Nacional de Música.
Mejía komponierte u. a. Sinfonien und musikalische Dichtungen sowie die Oper Edith. Daneben verfasste er Artikel für musikalische Zeitschriften sowie ein dreibändiges Kompendium der mexikanischen Musik.
| Personendaten    | Personendaten                                 |
| ---------------- | --------------------------------------------- |
| NAME             | Mejía, Estanislao                             |
| ALTERNATIVNAMEN  | Mejía Castro, Estanislao (vollständiger Name) |
| KURZBESCHREIBUNG | mexikanischer Komponist und Musikpädagoge     |
| GEBURTSDATUM     | 13. November 1882                             |
| GEBURTSORT       | Hueyotlipan, Tlaxcala                         |
| STERBEDATUM      | 15. Juni 1967                                 |
| STERBEORT        | Mexiko-Stadt                                  |